# U-Bahn-Station Troststraße
Die U-Bahn-Station Troststraße ist eine Station der Linie U1 unter der Favoritenstraße im 10. Wiener Gemeindebezirk, Favoriten. Die Eröffnung erfolgte am 2. September 2017. Ihr Bau war Teil der Verlängerung der U1 vom Reumannplatz zur Station Oberlaa.

## Stationsanlage
Die Station Troststraße wurde in Tieflage unter der Favoritenstraße errichtet, sie ist rund 700 m von der benachbarten Station Reumannplatz, die bis zur Eröffnung der U1 nach Oberlaa Endstation der Linie war, entfernt. Die Station besitzt 115 m lange Seitenbahnsteige in getrennten Röhren zwischen den Gleisen. An deren Enden befindet sich je eine Querverbindung und ein Aufgang. Der nördliche Aufgang führt in die Favoritenstraße im Bereich der Kreuzung mit der Angeligasse, der südliche Aufgang befindet sich in der Klausenburger Straße westlich der Favoritenstraße.
Der südliche Aufgang verfügt über zwei Aufzüge, drei Rolltreppen und eine Stiege, der nördliche über zwei Aufzüge und eine Stiege.

## Ausgestaltung
Im Verteilergeschoß unter dem Ausgang Klausenburger Straße befindet sich die Installation Lines and Double von Michael Kienzer. Der Künstler reagiert auf die Bauelemente der Station mit einer skulptural gefassten Antithese, bereits der Titel ist mehrdeutig gemeint. Lines verweisen auf zusätzliche zarte und geradlinige Schnitte in die Wandpaneele entlang der Rolltreppen, die unten beginnend bis fast hinauf zum Eingang reichen. Das zentrale bildhauerische Element Double lässt sich vorläufig auf einen dritten, direkt neben dem dortigen Doppellift neu konstruierten und nicht begehbaren Schacht im Tiefgeschoß beziehen.
In der Nähe der Bahnsteige findet sich eine Figur der hl. Barbara, der Schutzpatronin der Bergleute.

## Galerie

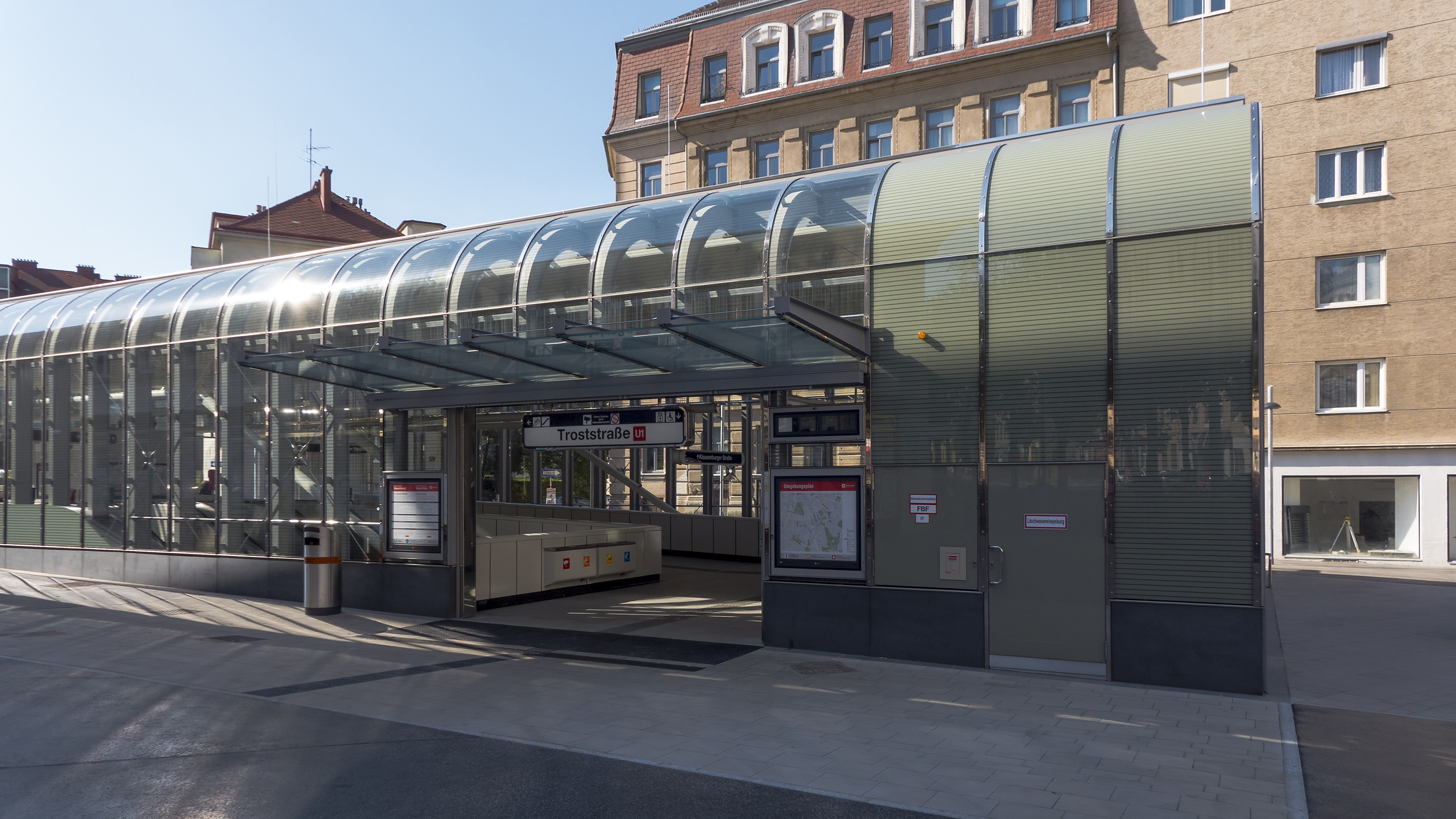
Aufnahmsgebäude Klausenburger Straße
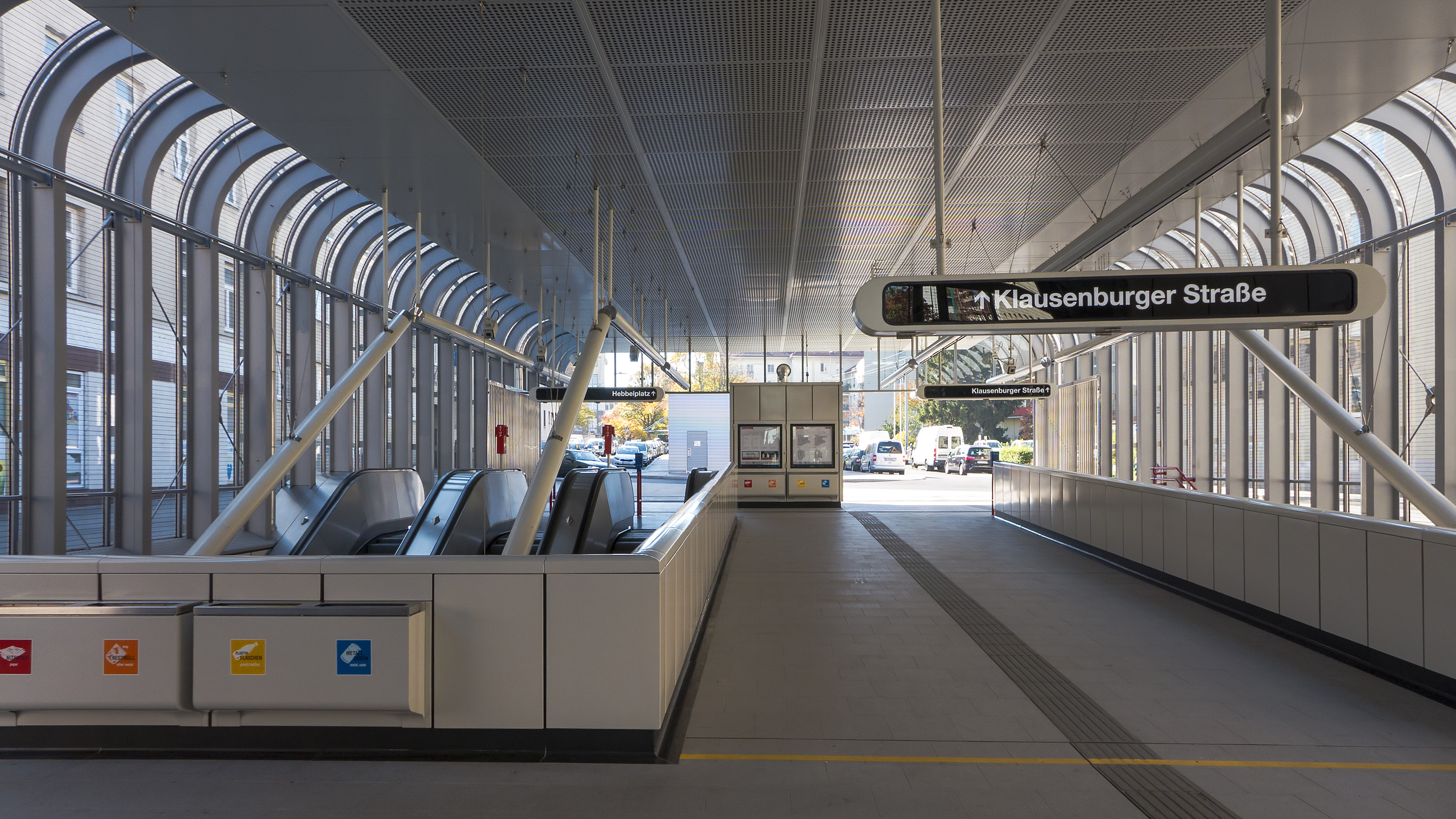
Aufnahmsgebäude, innen
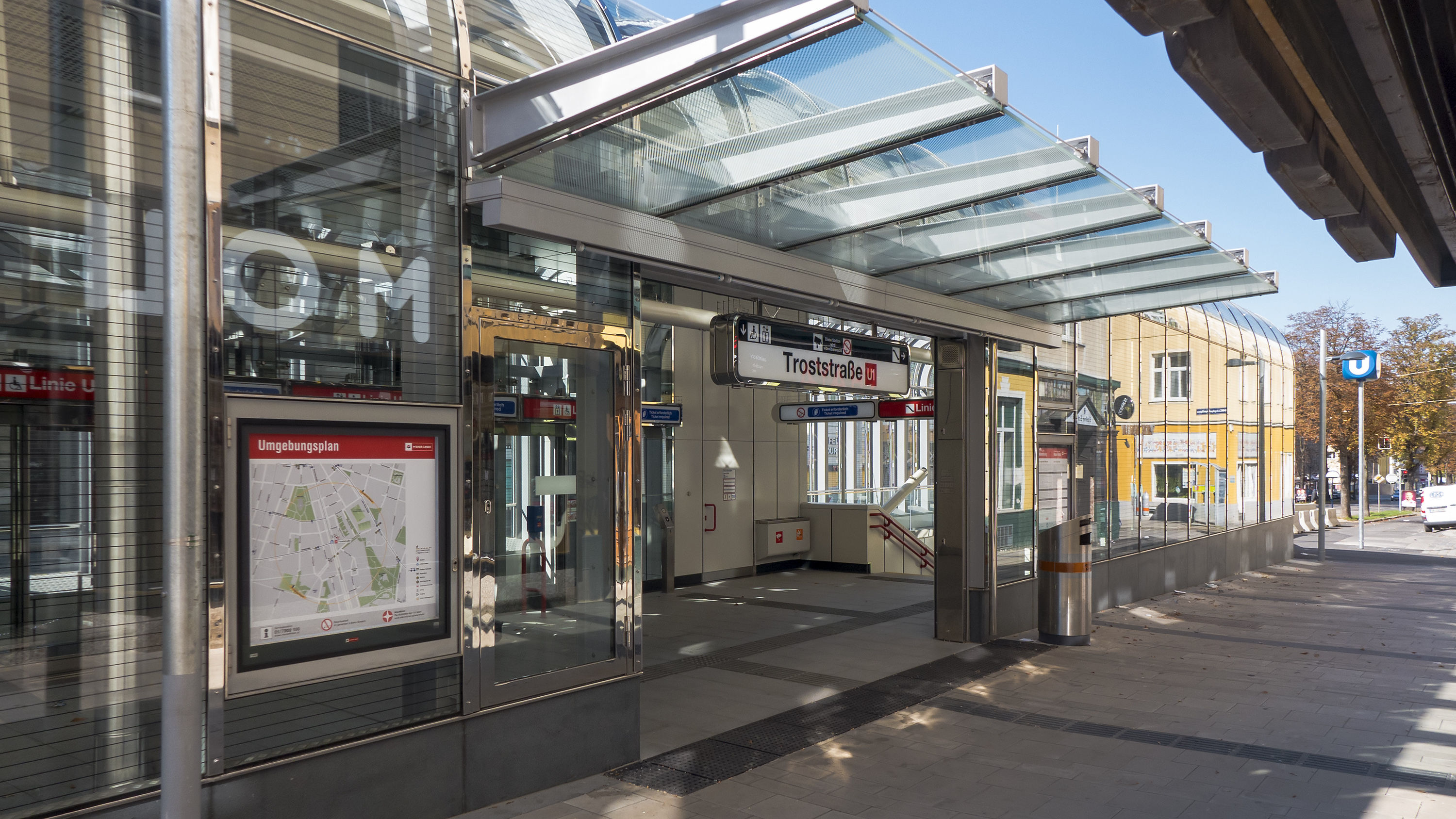
Aufnahmsgebäude Angeligasse
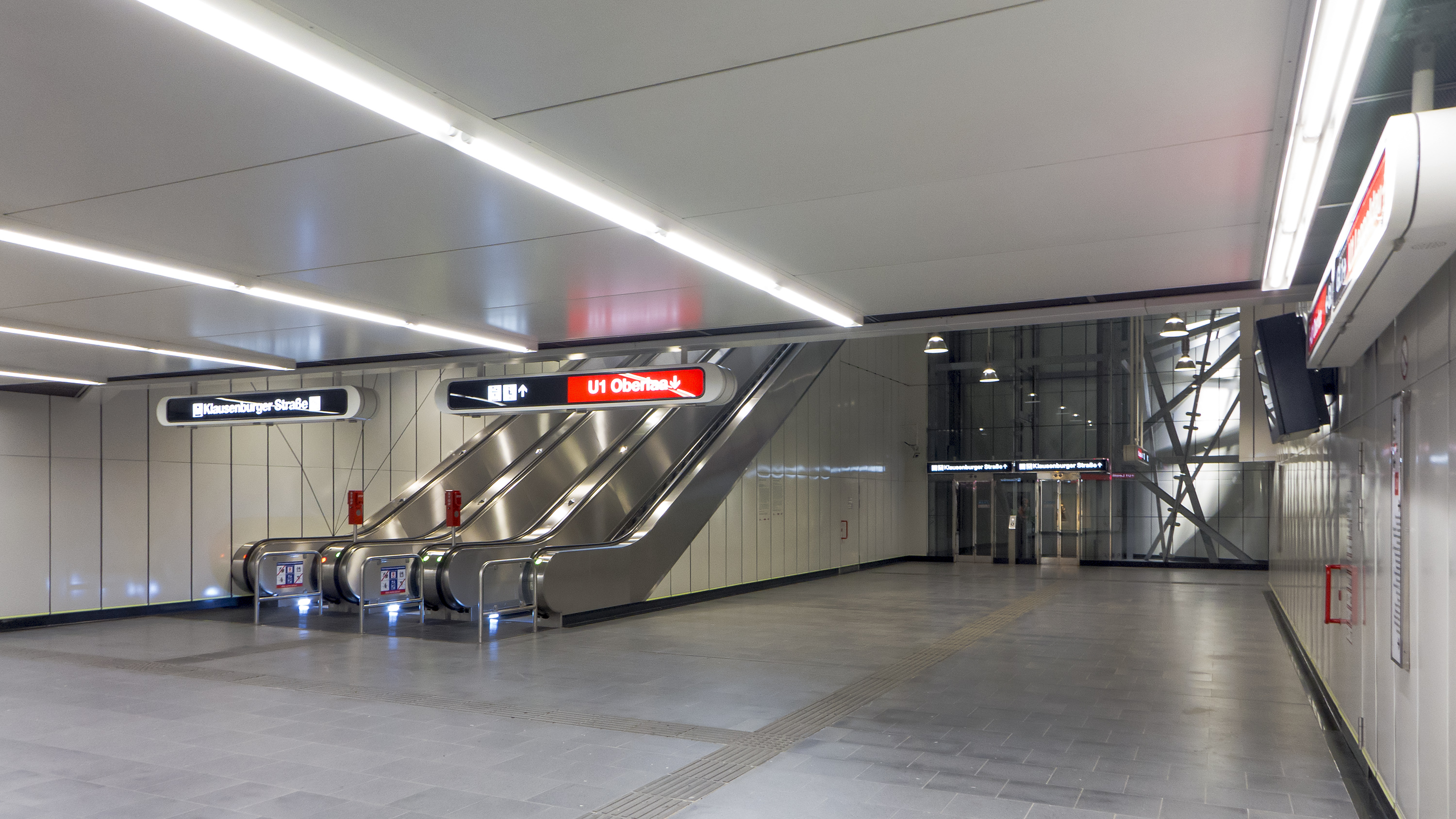
Verteilergeschoß
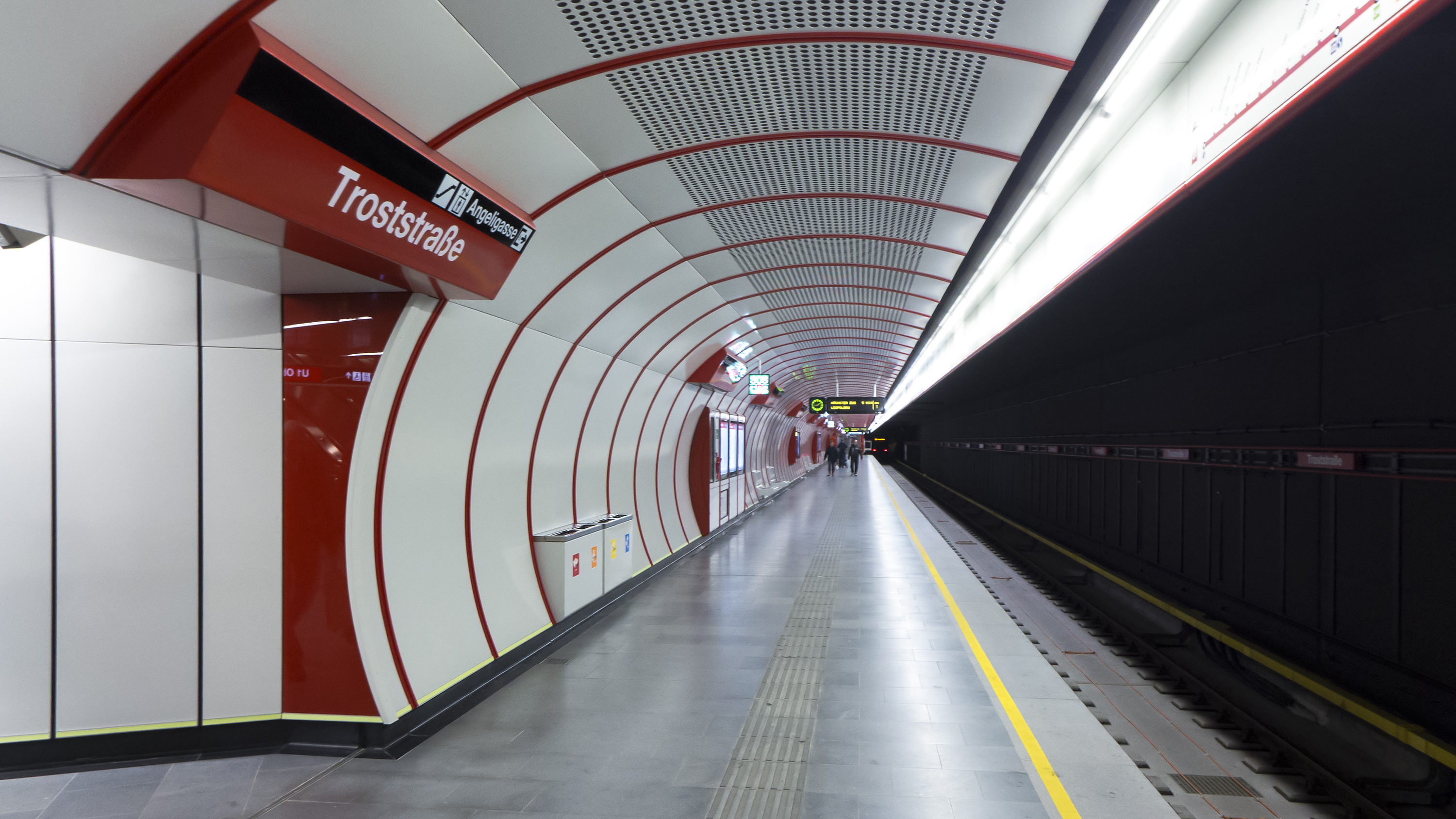
Bahnsteig Fahrtrichtung Leopoldau
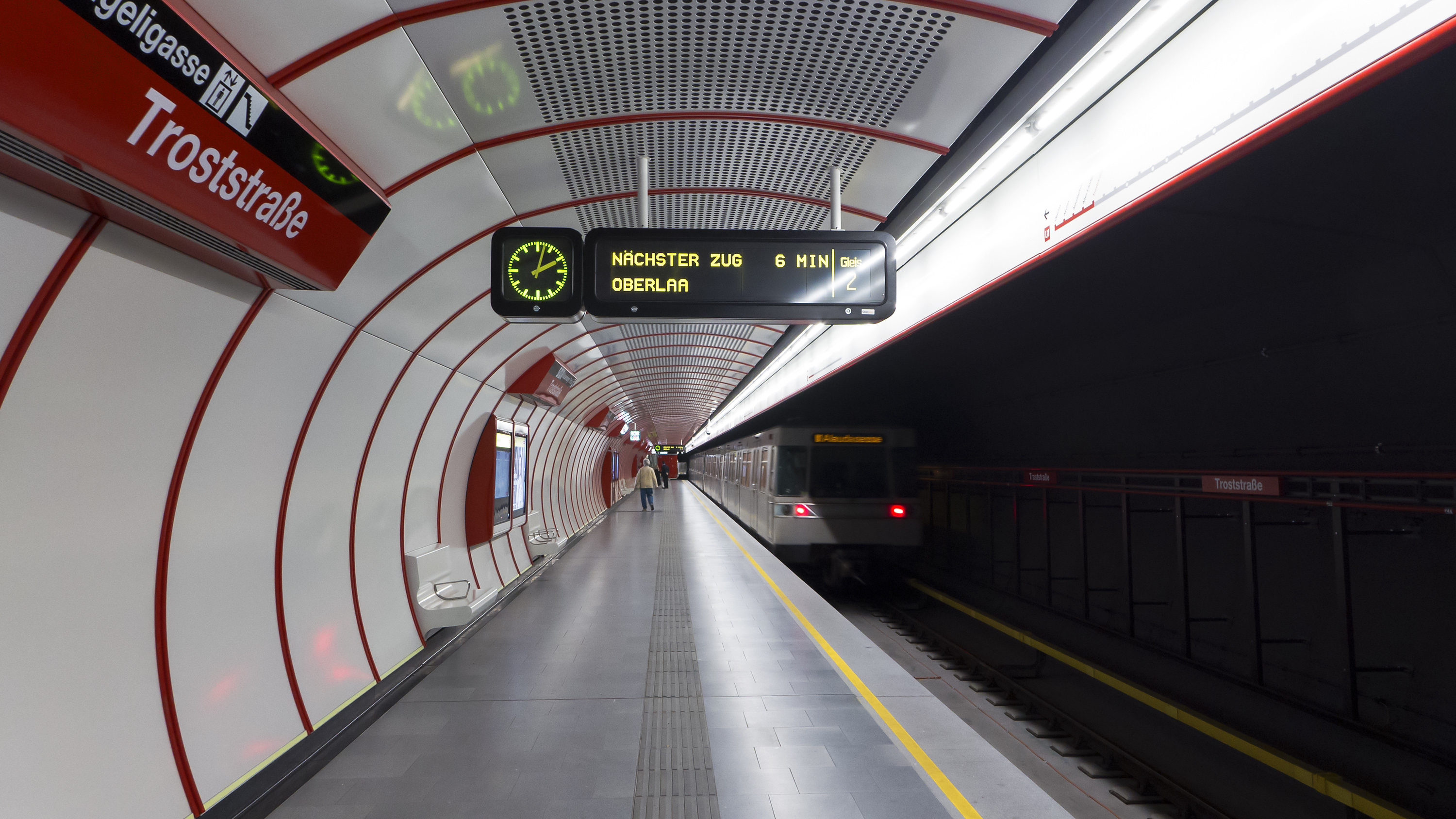
Bahnsteig Fahrtrichtung Oberlaa
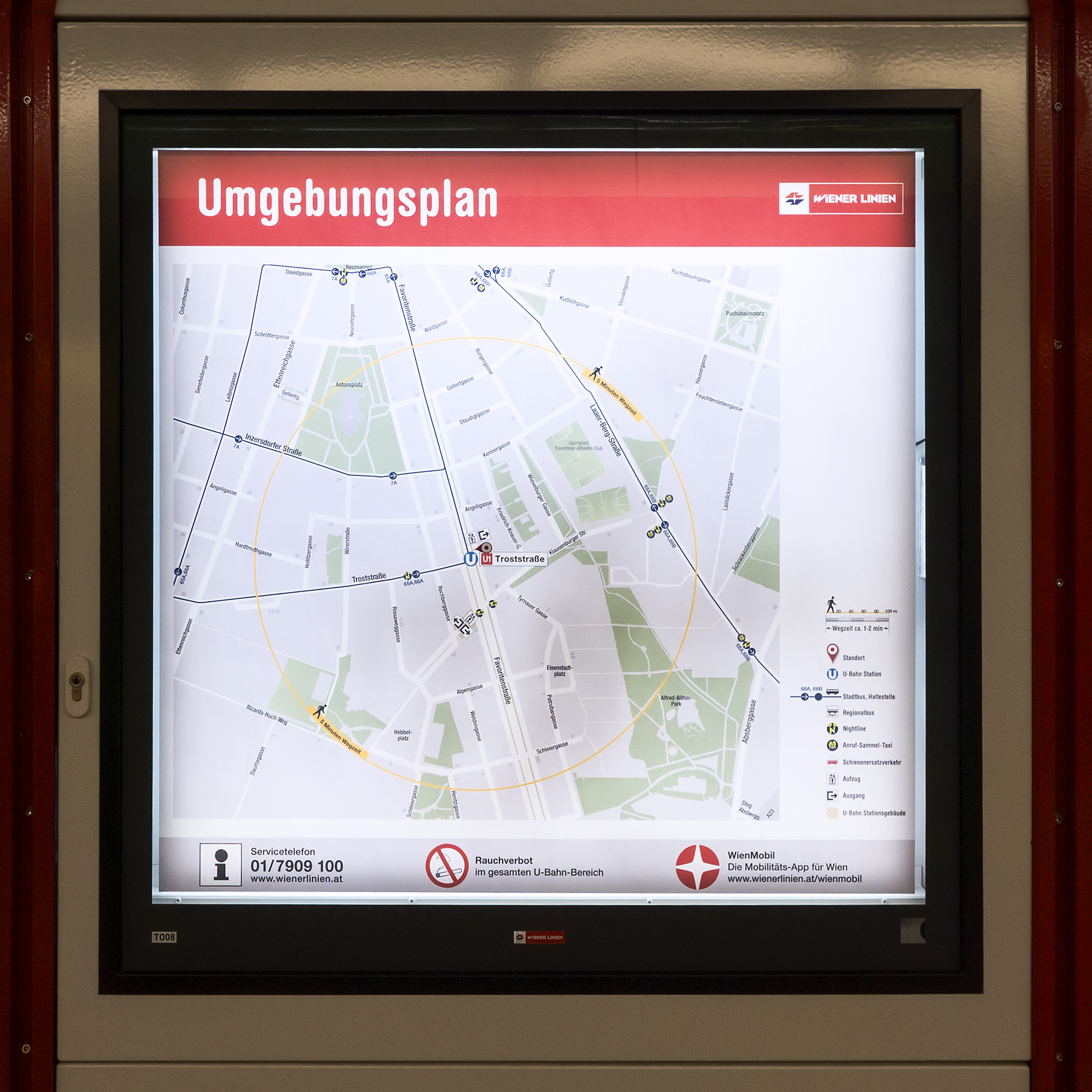
Umgebungsplan
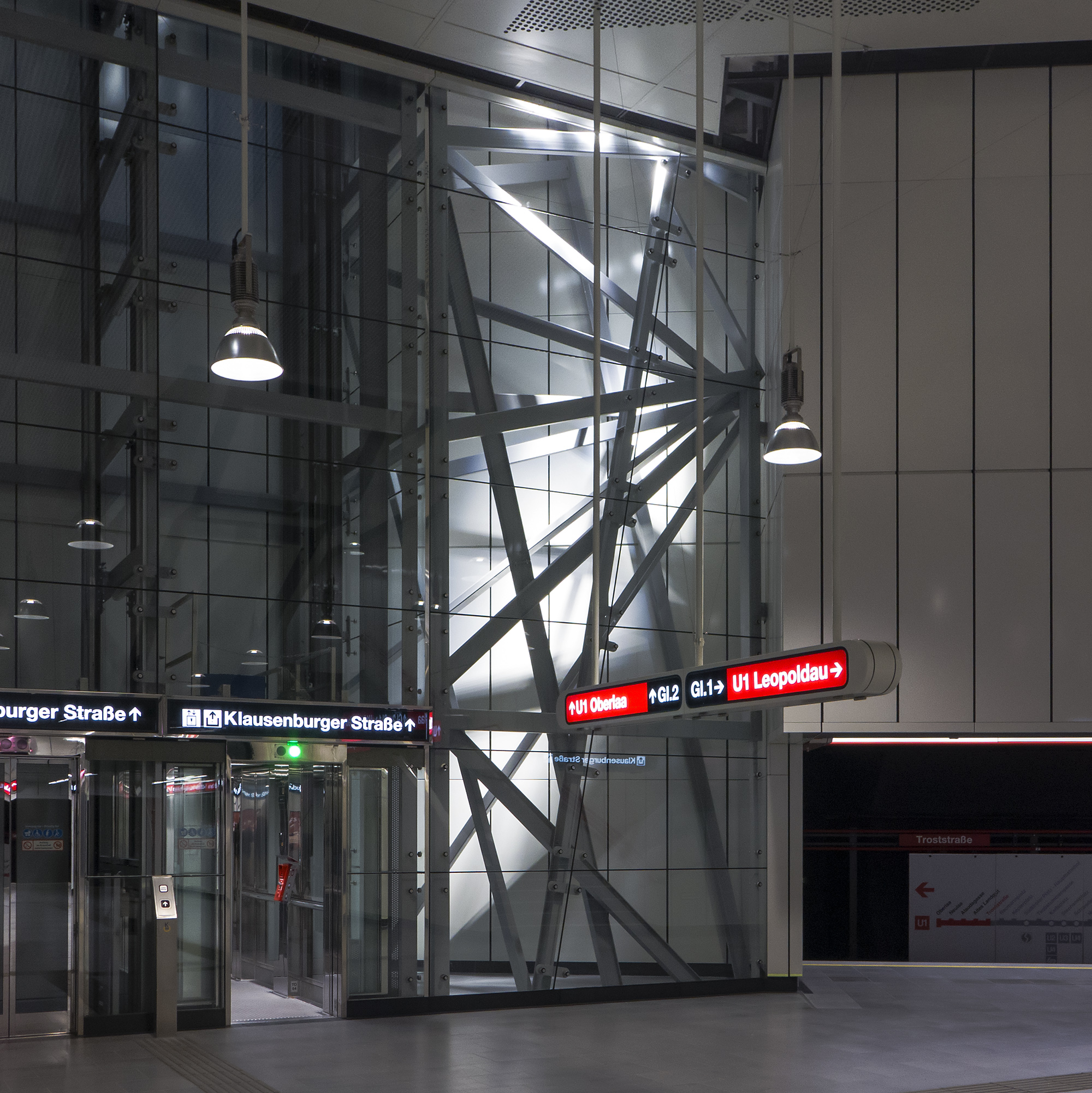
Installation Lines and Double
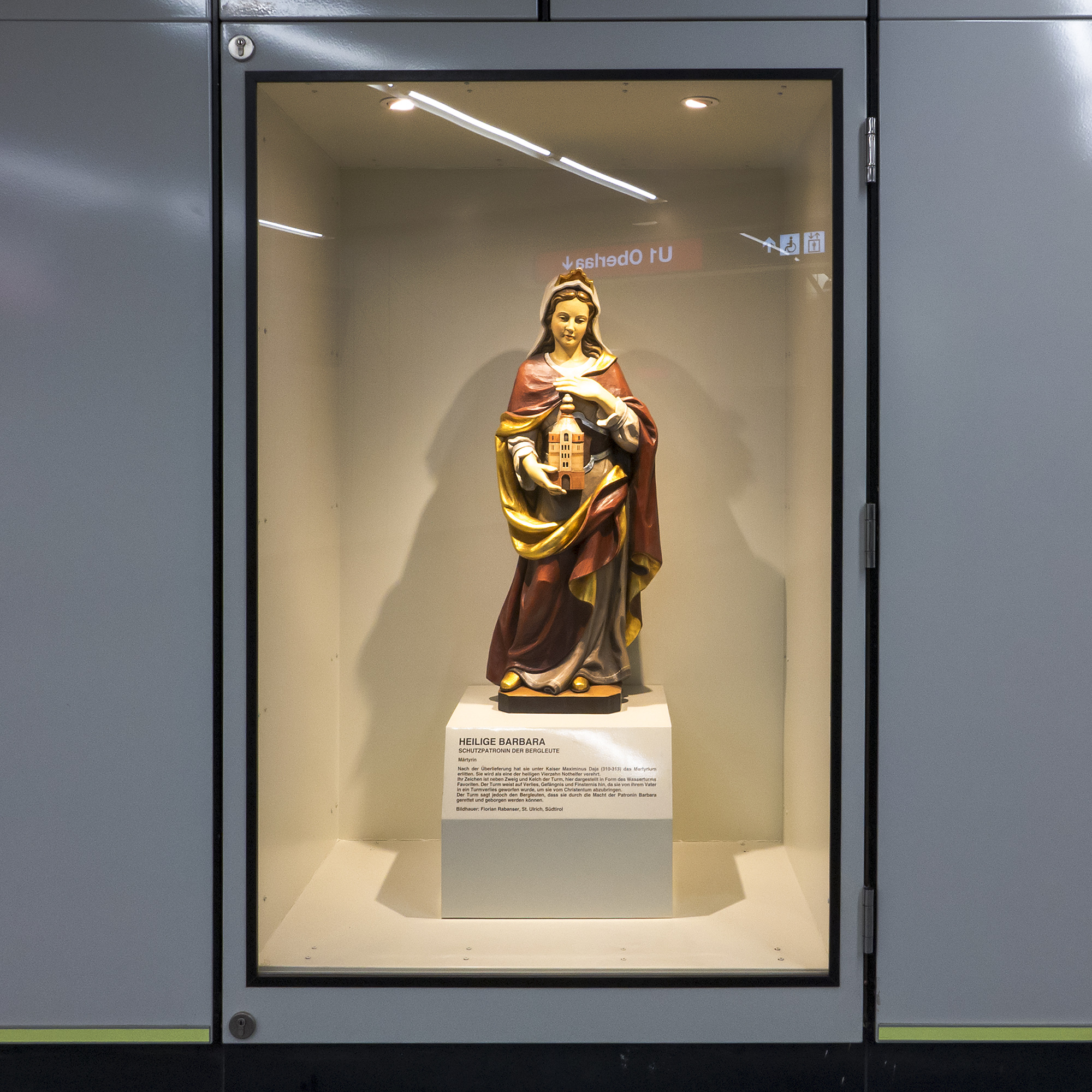
Figur der hl. Barbara